# Collegio di North Devon
North Devon è un collegio elettorale inglese situato nel Devon e rappresentato alla Camera dei comuni del parlamento del Regno Unito. Elegge un membro del parlamento con il sistema maggioritario a turno unico; l'attuale parlamentare è Ian Roome dei Liberal Democratici, che rappresenta il collegio dal 2024.

## Estensione
- 1950-1974: i Municipal Borough di Barnstaple e South Molton, i distretti urbani di Ilfracombe e Lynton e i distretti rurali di Barnstaple e South Molton.
- 1974-1983: i Municipal Borough di Barnstaple e Bideford, i distretti urbani di Ilfracombe, Lynton e Northam, e i distretti rurali di Barnstaple, Bideford e South Molton. Tutti questi distretti erano stati aboliti nel 1974.
- 1983-2010: il distretto di North Devon e i ward del distretto di Mid Devon di Taw, Taw Vale e West Creedy.
- dal 2010: il distretto di North Devon.

## Membri del parlamento

### 1832–1885
In questo periodo il collegio elesse due deputati.
| Elezione | 1° deputato        | 1° deputato            | 1° partito       | 2° deputato            | 2° deputato      | 2° partito       |
| -------- | ------------------ | ---------------------- | ---------------- | ---------------------- | ---------------- | ---------------- |
| 1832     |                    | Hugh Fortescue         | Whigs            |                        | Newton Fellowes  | Whig             |
| 1837     |                    | Hugh Fortescue         | Whigs            | Sir Thomas Dyke Acland | Conservatore     |                  |
| 1839 (S) |                    | Lewis William Buck     | Conservatore     | Sir Thomas Dyke Acland | Conservatore     |                  |
| 1857     |                    | James Wentworth Buller | Liberale         | Charles Trefusis       | Conservatore     |                  |
| 1865 (S) | Thomas Dyke Acland |                        | Liberale         | Charles Trefusis       | Conservatore     |                  |
| 1866 (S) | Thomas Dyke Acland | Stafford Northcote     | Liberale         |                        | Conservatore     |                  |
| 1885 (S) | Thomas Dyke Acland | John Moore-Stevens     | Liberale         |                        | Conservatore     |                  |
| 1885     | Collegio abolito   | Collegio abolito       | Collegio abolito | Collegio abolito       | Collegio abolito | Collegio abolito |

### Dal 1950
| Elezione | Elezione      | Deputato           | Partito             |
| -------- | ------------- | ------------------ | ------------------- |
|          | 1950          | Christopher Peto   | Conservatore        |
| 1955     | James Lindsay |                    | Conservatore        |
|          | 1959          | Jeremy Thorpe      | Liberale            |
|          | 1979          | Anthony Speller    | Conservatore        |
|          | 1992          | Nick Harvey        | Liberal Democratici |
|          | 2015          | Peter Heaton-Jones | Conservatore        |
| 2019     | Selaine Saxby |                    | Conservatore        |
|          | 2024          | Ian Roome          | Liberal Democratici |

## Elezioni

### Elezioni negli anni 2020
| Partito                    | Partito                                         | Candidato                  | Risultati 4 luglio 2024 | Risultati 4 luglio 2024 |
| Partito                    | Partito                                         | Candidato                  | Voti                    | %                       |
| -------------------------- | ----------------------------------------------- | -------------------------- | ----------------------- | ----------------------- |
|                            | Lib Dem                                         | Ian Roome                  | 21 820                  | 42,44                   |
|                            | Conservatore                                    | Selaine Saxby              | 15 076                  | 29,32                   |
|                            | Reform UK                                       | Nigel James                | 8 137                   | 15,83                   |
|                            | Laburista                                       | Nicky Edwards              | 3 216                   | 6,25                    |
|                            | Verdi                                           | Cassius Lay                | 2 348                   | 4,57                    |
|                            | Indipendentee                                   | Steve Cotten               | 820                     | 1,59                    |
|                            |                                                 |                            |                         |                         |
| Iscritti                   | Iscritti                                        | Iscritti                   | 79 068                  | 100,00                  |
| ↳ Votanti (% su iscritti)  | ↳ Votanti (% su iscritti)                       | ↳ Votanti (% su iscritti)  | 51 417                  | 65,03                   |
| ↳ Astenuti (% su iscritti) | ↳ Astenuti (% su iscritti)                      | ↳ Astenuti (% su iscritti) | 27 651                  | 34,97                   |
|                            |                                                 |                            |                         |                         |
|                            | Esito: collegio passa da Conservatore a Lib Dem |                            |                         |                         |

### Elezioni negli anni 2010
| Partito                    | Partito                                   | Candidato                  | Risultati 12 dicembre 2019 | Risultati 12 dicembre 2019 |
| Partito                    | Partito                                   | Candidato                  | Voti                       | %                          |
| -------------------------- | ----------------------------------------- | -------------------------- | -------------------------- | -------------------------- |
|                            | Conservatore                              | Selaine Saxby              | 31 479                     | 56,64                      |
|                            | Lib Dem                                   | Alex White                 | 16 666                     | 29,99                      |
|                            | Laburista                                 | Finola O'Neill             | 5 097                      | 9,17                       |
|                            | Verdi                                     | Robbie Mack                | 1 759                      | 3,16                       |
|                            | Indipendente                              | Steve Cotten               | 580                        | 1,04                       |
|                            |                                           |                            |                            |                            |
| Iscritti                   | Iscritti                                  | Iscritti                   | 75 853                     | 100,00                     |
| ↳ Votanti (% su iscritti)  | ↳ Votanti (% su iscritti)                 | ↳ Votanti (% su iscritti)  | 55 581                     | 73,27                      |
| ↳ Astenuti (% su iscritti) | ↳ Astenuti (% su iscritti)                | ↳ Astenuti (% su iscritti) | 20 272                     | 26,73                      |
|                            |                                           |                            |                            |                            |
|                            | Esito: collegio confermato a Conservatore |                            |                            |                            |

| Partito                    | Partito                                   | Candidato                  | Risultati 8 giugno 2017 | Risultati 8 giugno 2017 |
| Partito                    | Partito                                   | Candidato                  | Voti                    | %                       |
| -------------------------- | ----------------------------------------- | -------------------------- | ----------------------- | ----------------------- |
|                            | Conservatore                              | Peter Heaton-Jones         | 25 517                  | 45,81                   |
|                            | Lib Dem                                   | Nick Harvey                | 21 185                  | 38,03                   |
|                            | Laburista                                 | Mark Cann                  | 7 063                   | 12,68                   |
|                            | UKIP                                      | Steve Crowther             | 1 187                   | 2,13                    |
|                            | Verdi                                     | Ricky Knight               | 753                     | 1,35                    |
|                            |                                           |                            |                         |                         |
| Iscritti                   | Iscritti                                  | Iscritti                   | 76 099                  | 100,00                  |
| ↳ Votanti (% su iscritti)  | ↳ Votanti (% su iscritti)                 | ↳ Votanti (% su iscritti)  | 55 705                  | 73,20                   |
| ↳ Astenuti (% su iscritti) | ↳ Astenuti (% su iscritti)                | ↳ Astenuti (% su iscritti) | 20 394                  | 26,80                   |
|                            |                                           |                            |                         |                         |
|                            | Esito: collegio confermato a Conservatore |                            |                         |                         |

| Partito                    | Partito                                         | Candidato                  | Risultati 7 maggio 2015 | Risultati 7 maggio 2015 |
| Partito                    | Partito                                         | Candidato                  | Voti                    | %                       |
| -------------------------- | ----------------------------------------------- | -------------------------- | ----------------------- | ----------------------- |
|                            | Conservatore                                    | Peter Heaton-Jones         | 22 341                  | 42,70                   |
|                            | Lib Dem                                         | Nick Harvey                | 15 405                  | 29,44                   |
|                            | UKIP                                            | Steve Crowther             | 7 719                   | 14,75                   |
|                            | Laburista                                       | Mark Cann                  | 3 699                   | 7,07                    |
|                            | Verdi                                           | Ricky Knight               | 3 018                   | 5,77                    |
|                            | Comunista                                       | Gerry Sables               | 138                     | 0,26                    |
|                            |                                                 |                            |                         |                         |
| Iscritti                   | Iscritti                                        | Iscritti                   | 74 719                  | 100,00                  |
| ↳ Votanti (% su iscritti)  | ↳ Votanti (% su iscritti)                       | ↳ Votanti (% su iscritti)  | 52 453                  | 70,20                   |
| ↳ Astenuti (% su iscritti) | ↳ Astenuti (% su iscritti)                      | ↳ Astenuti (% su iscritti) | 22 266                  | 29,80                   |
|                            |                                                 |                            |                         |                         |
|                            | Esito: collegio passa da Lib Dem a Conservatore |                            |                         |                         |

| Partito                    | Partito                              | Candidato                  | Risultati 6 maggio 2010 | Risultati 6 maggio 2010 |
| Partito                    | Partito                              | Candidato                  | Voti                    | %                       |
| -------------------------- | ------------------------------------ | -------------------------- | ----------------------- | ----------------------- |
|                            | Lib Dem                              | Nick Harvey                | 24 305                  | 47,64                   |
|                            | Conservatore                         | Philip Milton              | 18 484                  | 36,23                   |
|                            | UKIP                                 | Steve Crowther             | 3 720                   | 7,29                    |
|                            | Laburista                            | Mark Cann                  | 2 671                   | 5,24                    |
|                            | Verdi                                | L'Anne Knight              | 697                     | 1,37                    |
|                            | BNP                                  | Gary Marshall              | 314                     | 0,62                    |
|                            | Indipendente                         | Rodney Cann                | 588                     | 1,15                    |
|                            | Democratici                          | Nigel Vidler               | 146                     | 0,29                    |
|                            | Comunista                            | Gerry Sables               | 96                      | 0,19                    |
|                            |                                      |                            |                         |                         |
| Iscritti                   | Iscritti                             | Iscritti                   | 74 486                  | 100,00                  |
| ↳ Votanti (% su iscritti)  | ↳ Votanti (% su iscritti)            | ↳ Votanti (% su iscritti)  | 51 321                  | 68,90                   |
| ↳ Astenuti (% su iscritti) | ↳ Astenuti (% su iscritti)           | ↳ Astenuti (% su iscritti) | 23 165                  | 31,10                   |
|                            |                                      |                            |                         |                         |
|                            | Esito: collegio confermato a Lib Dem |                            |                         |                         |

### Elezioni negli anni 2000
| Partito                    | Partito                              | Candidato                  | Risultati 5 maggio 2005 | Risultati 5 maggio 2005 |
| Partito                    | Partito                              | Candidato                  | Voti                    | %                       |
| -------------------------- | ------------------------------------ | -------------------------- | ----------------------- | ----------------------- |
|                            | Lib Dem                              | Nick Harvey                | 23 840                  | 45,91                   |
|                            | Conservatore                         | Orlando Fraser             | 18 868                  | 36,33                   |
|                            | Laburista                            | Mark Cann                  | 4 656                   | 8,97                    |
|                            | UKIP                                 | John Browne                | 2 740                   | 5,28                    |
|                            | Verdi                                | Ricky Knight               | 1 826                   | 3,52                    |
|                            |                                      |                            |                         |                         |
| Iscritti                   | Iscritti                             | Iscritti                   | 76 255                  | 100,00                  |
| ↳ Votanti (% su iscritti)  | ↳ Votanti (% su iscritti)            | ↳ Votanti (% su iscritti)  | 51 930                  | 68,10                   |
| ↳ Astenuti (% su iscritti) | ↳ Astenuti (% su iscritti)           | ↳ Astenuti (% su iscritti) | 24 325                  | 31,90                   |
|                            |                                      |                            |                         |                         |
|                            | Esito: collegio confermato a Lib Dem |                            |                         |                         |

| Partito                    | Partito                              | Candidato                  | Risultati 7 giugno 2001 | Risultati 7 giugno 2001 |
| Partito                    | Partito                              | Candidato                  | Voti                    | %                       |
| -------------------------- | ------------------------------------ | -------------------------- | ----------------------- | ----------------------- |
|                            | Lib Dem                              | Nick Harvey                | 21 784                  | 44,23                   |
|                            | Conservatore                         | Clive E.J. Allen           | 18 800                  | 38,17                   |
|                            | Laburista                            | Vivian G. Gale             | 4 995                   | 10,14                   |
|                            | UKIP                                 | Roger Knapman              | 2 484                   | 5,04                    |
|                            | Verdi                                | Anthony J. Bown            | 1 191                   | 2,42                    |
|                            |                                      |                            |                         |                         |
| Iscritti                   | Iscritti                             | Iscritti                   | 72 114                  | 100,00                  |
| ↳ Votanti (% su iscritti)  | ↳ Votanti (% su iscritti)            | ↳ Votanti (% su iscritti)  | 49 254                  | 68,30                   |
| ↳ Astenuti (% su iscritti) | ↳ Astenuti (% su iscritti)           | ↳ Astenuti (% su iscritti) | 22 860                  | 31,70                   |
|                            |                                      |                            |                         |                         |
|                            | Esito: collegio confermato a Lib Dem |                            |                         |                         |

## Risultati dei referendum

### Referendum sulla permanenza del Regno Unito nell'Unione europea del 2016
|             | Collegio    | Lasciare UE % | Rimanere in UE % |
| ----------- | ----------- | ------------- | ---------------- |
|             | North Devon | 57,0%         | 43,0%            |
| Inghilterra | 53,3%       | 46,7%         |                  |
| Regno Unito | 51,9%       | 48,1%         |                  |